# Тӑван Ен
«Тӑван Ен» («Край родной») — общественно-политическая газета Чебоксарского района Чувашской Республики. Выходит один раз в неделю на чувашском языке .
Учредитель — Министерство информационной политики и массовых коммуникаций Чувашской Республики.

## История
Впервые была издана под названием «Колхозник ҫулӗ» («Путь колхозника») 27 июля 1932 года. Первый номер газеты подготовил к печати ответственный секретарь Г. Серебряков-Ошмань. С первых выпусков газета освещала жизнь района, основные темы публикаций — жизнь коллективных хозяйств, ход выполнения планов пятилетки. Выходила на чувашском языке. Газета являлась печатным органом Чебоксарского райкома КПСС и районного Совета депутатов.
С 9 сентября 1938 года и по 29 апреля 1962 года выходила под именем «Ленин ҫулӗпӗ» («Путь Ленина»). Выпуск был временно приостановлен и возобновился с 24 февраля 1963 года под названием «Ленинец». Газета стала публиковаться и на русском языке..
В 1982 году к 50-летию со дня выхода первого номера газета была награждена Почётной грамотой Президиума Верховного Совета Чувашской АССР.
Современное название газета получила 1 октября 1991 года.